# アリクーディ島
アリクーディ島 (アリクーディとう、isola di Alicudi) は、5.2平方キロメートルのエオリア諸島に属する島である。
行政的にはメッシーナ県のリーパリに所属する。
古代にはEricusa (エリカが豊富の意) と呼ばれた。

## 地理
アリクーディ島は諸島の中で最も西の、リーパリ島から西に35海里にある。
島はフィーロ・デッラルパ (Filo dell'Arpa) 山を主体とし、休火山で高さ675 mである。
唯一の島の中心は、島と同じくアリクーディと呼ばれる約100人の集落である。

## 経済
島の第一の産業はオリーヴ、ブドウ、ケーパーである。
観光は、他の島々に比べて大したことはないが島の経済に重要である。

## 交通
アリクーディ島は、アリクーディからリーパリへはフィリクーディ島、リネッラ、サンタ・マリーナ・サリーナ経由の海上交通 (高速線) で繋がれている。